# Rolf Appel
Rolf Appel (Harburg, 25 febbraio 1921 – 30 gennaio 2012) è stato un chimico tedesco, noto per i suoi studi sui composti organofosforici e per aver sviluppato la reazione di Appel.

## Biografia
Appel si iscrisse inizialmente a medicina all'Università di Halle nel 1939, ma decise poi di studiare chimica, affascinato dalle lezioni di Karl Ziegler, futuro premio Nobel. Si laureò nel 1945 e alla fine della guerra fu costretto a spostarsi nella Germania Ovest. Nel 1951 conseguì il dottorato all'Università di Heidelberg sotto la supervisione di Margot Becke-Goehring e ottenne l'abilitazione nel 1955. Nel 1962 fu nominato professore all'Università di Bonn dove contribuì alla creazione dell'istituto e alla nascita di un centro di ricerca sulla chimica del fosforo. Durante gli studi svolti a Bonn sui composti organofosforici sviluppò la reazione di Appel; per questo risultato avrebbe ottenuto la medaglia Liebig nel 1986, anno nel quale andò in pensione.